# 达拉斯艺术博物馆
达拉斯艺术博物馆（英語：The Dallas Museum of Art），坐落于美国德克萨斯州达拉斯市中心的艺术区。1984年，博物馆由之前位于美丽公园的旧址迁至德州达拉斯艺术区。新馆由2007年美国建筑师学会金奖得主爱德华·L·巴莱斯（Edward Larrabee Barnes）设计。
达拉斯艺术博物馆共收藏24000余件艺术品，年代从公元前3000年至今，包罗万象。此博物馆还以其灵活的展览政策和广受美誉的教育项目而闻名。米尔德里德·R与M·梅耶尔图书馆（博物馆内的非流通研究型图书馆）贮藏五万卷书籍，供博物馆和公众阅读使用。

## 历史
达拉斯艺术博物馆始于1903年达拉斯艺术协会的成立，在达拉斯公共图书馆中举办画展。德克萨斯艺术家弗兰克·瑞(Frank Reaugh)在新建的图书馆中发掘了举办艺术展览的机会。这个想法立即得到了达拉斯公共图书馆首任馆长梅·迪克森·埃克萨尔(May Dickson Exall)的支持。她的意愿是“通过展览和讲座提供艺术兴趣培养和教育；建立永久的收藏；资助当地艺术家；向个人和商家寻求对艺术的支持；并给予支持艺术的公民以荣誉。”
由此，博物馆的馆藏逐渐增多，很快，为越来越多的艺术品寻找一个长久的家就成为了必然。1932年，博物馆更名为达拉斯美术馆，在1936年德克萨斯百年纪念博览会之际，迁至美丽公园内的一个艺术装饰区。这个新的建筑由一个达拉斯建筑师组织与费城的 甚列特(Paul Cret)共同设计。现在，这座建筑仍然可以入内参观。 
1943年，杰瑞·拜沃特斯(Jerry Bywaters)成为达拉斯美术馆馆长，并在其后的二十一年中连任馆长一职。身为艺术家、艺术评论家和老师，拜沃特赋予了美术馆独特的个性和文化。
在拜沃特斯的任职期间，美术馆收藏了许多印象主义、抽象主义及当代艺术杰作， 德克萨斯州的印记也逐渐加强。在今天，这个印记在 亚历山大·豪格(Alexandre Hogue)、 欧林·赫曼·特拉维斯(Olin Herman Travis)、 拜沃特斯本人和许多其他艺术家的作品中得到充分体现。
1963年达拉斯美术馆与达拉斯当代艺术馆合并，道格拉斯麦克阿及(Douglas MacAgy)当时任后者馆长四年。1964年梅尔·C·路佩尔( Merrill C. Rueppel)成为新馆馆长。两馆合并后的藏品保存在达拉斯美术馆建筑中，平添了许多大家的名作，包括保罗·高更、奥迪隆·勒东, 亨利·马蒂斯、杰罗尔德·墨非(Gerald Murphy)和 弗朗西斯·培根等。1965年，博物馆举办了名为“蒙德里安的艺术”的展览，和“雕塑：二十世纪”展览。
到1970年代后期，永久性藏品快速增加，展览规划也越来越宏大，寻求新馆址以满足发展的需求也随之提上日程。在哈利·帕克( Harry Parker)的领导下，博物馆再次迁址，至今天的所在地——达拉斯商业区的北部（今天成为达拉斯艺术区）。新建筑耗资五千四百万美金、由纽约建筑师 爱德华·L·巴莱斯(Edward Larrabee Barnes)设计，资金来源于市政债务选举和私人捐赠。这一项目的理念口号为“伟大的城市应该拥有伟大的博物馆”。1984年一月，新馆正式开幕。

## 馆藏
达拉斯艺术博物馆的藏品包括来自世界各地、博览古今的24000余件艺术品，每一件都是人类创造力的见证与颂扬。
- 达拉斯艺术博物馆收藏的古地中海艺术包括基克拉泽斯、古埃及、古希腊、伊特鲁里亚和阿普利亚等地区的艺术珍品。其中古埃及艺术的亮点包括公元前2575年至2134年间的Ny-Ank-Nesut墓中出土的石灰岩浮雕“供奉队伍的安慰”。收藏更加丰富的希腊珍品包括公元前300年的大理石墓雕男人像、铜像、装饰品及金饰。 古罗马 艺术则以公元2世纪女人像和公元190年的刻有战争场面的高浮雕大理石棺为代表。

- 博物馆中的南亚艺术收藏囊括了从公元2至4世纪的犍陀罗佛教艺术，至公元15至19世纪的印度莫卧儿帝国，范围甚广。其中最为珍贵的当属12世纪的舞王湿婆铜像，以及10世纪的化身为雄猪瓦拉哈的毗湿奴神 沙石像。除此以外， 西藏、尼泊尔和泰国的艺术也均有呈现。

- 达拉斯艺术博物馆的欧洲艺术收藏可追溯至16世纪的作品。早期藏画包括普罗卡奇尼（《看这个人》，1615-18年）， 佩特洛·鲍里尼（《狂欢音乐会》，1630年）， 尼古拉斯

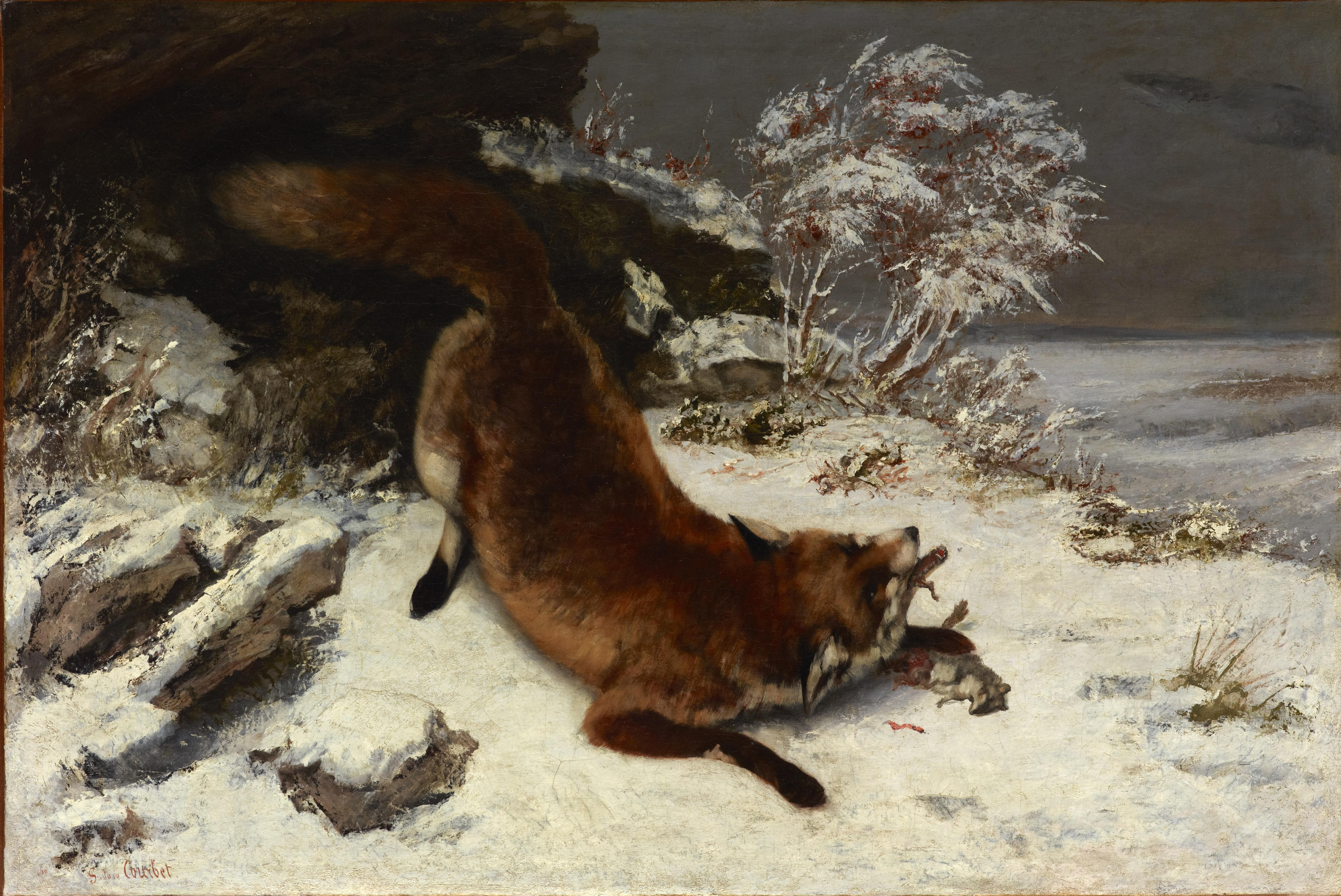
Gustave Courbet, Fox In The Snow, 1860, Dallas Museum of Art

- 米涅赫（《牧羊人阿穆利乌斯将罗慕路斯和雷穆斯带给妻子》，1654年) 等画家的作品。18世纪的艺术呈现以卡纳莱托（《新基础码头的风景》 ，1772年）、 吉恩·巴普蒂斯特·马力·皮埃尔（《 欧罗巴的绑架》，1750年）， 克劳德·约瑟夫·韦尔纳（《山雨欲来》，1775）等为代表。而迈克尔

- 罗森伯格藏品集的借出展览更加丰富了18世纪的法国藏品[13]。19和20世纪的欧洲艺术收藏也同样璀璨夺目.众多的名家名作中,包括居斯塔夫·库尔贝的《雪狐》， 克劳德

- 莫奈 的《拉维格塞纳河畔》（1880年），保罗

- 高更的《在露兜树下》（1891年），康斯坦丁·布朗库西的《世界之初》(1920年), 爱德华

- 维亚尔的《室内》（1902年）和Les Marroniers ou le Vitrail (1894年)。蒙得里安的作品，如《风车》(1908年), 《自画像》（1942年），《协和广场》(1938-43年) 等，也同样享尽美誉[14]。

- 温蒂和埃默里·里夫斯藏品[15][16]。1985年,达拉斯艺术博物馆收到由温蒂·里夫斯以丈夫埃默里·里夫斯的名义赠送的一份独一无二的珍贵礼物．里夫斯收藏曾位于他们法国家中——占地15000平方英尺（1400平米）的Villa La Paisa．这座法式别墅原是香奈儿于1927年建造的，还保持着当初一些家具的旧貌。在里夫斯收藏的1400余件画作、雕塑等艺术品中，包含了很多先锋印象主义、后印象主义及早期现代主义艺术家的作品，如保罗·塞尚 、奥诺雷

- 杜米埃、爱德华·德加、保罗·高更、爱杜尔·马奈、克劳德·莫奈、卡米耶·毕沙罗、奥古斯特

- 雷诺阿、亨利·德·图卢兹·罗特列克、文森特

- 威廉·梵高等。里夫斯宅邸的另外一侧典藏了众多装饰艺术品，包括中国出口瓷器、欧洲家具、东方及欧洲地毯装饰艺术，铜、铁、银器，古典西洋镜，和稀有古籍等。里夫斯收藏的画作还以它们精美的画框闻名。里夫斯家族与丘吉尔友谊的见证品也在宅邸中珍藏下来。

- 达拉斯艺术博物馆的非洲艺术品很多来自 西非 and 中非地区。藏品年代大多为16世纪至20世纪之间,但是最早的一尊赤陶诺克人佣半身像的年代源自公元前200年至公元后200年间。这些艺术品中很多表达了对地位和领导权的象征，也有一些呈现了对生命轮回的思考。其中珍品包括一块刻画了战争首领的木底镶铜合金的贝宁湾 匾额，来自马里东南部的塞努福人的木雕节奏器，和来自 刚果的嵌有宗教仪式铁钉和刀片的立身人像。

- 达拉斯艺术博物馆的古代美洲艺术收藏令人叹为观止。藏品纵穿三千年，包括雕塑、画作、陶佣、金制品等。在最珍贵的艺术品中，有来自巴拿马、 哥伦比亚 和 秘鲁的金制品，和泰拉洛克神头像（墨西哥，14-16世纪）。

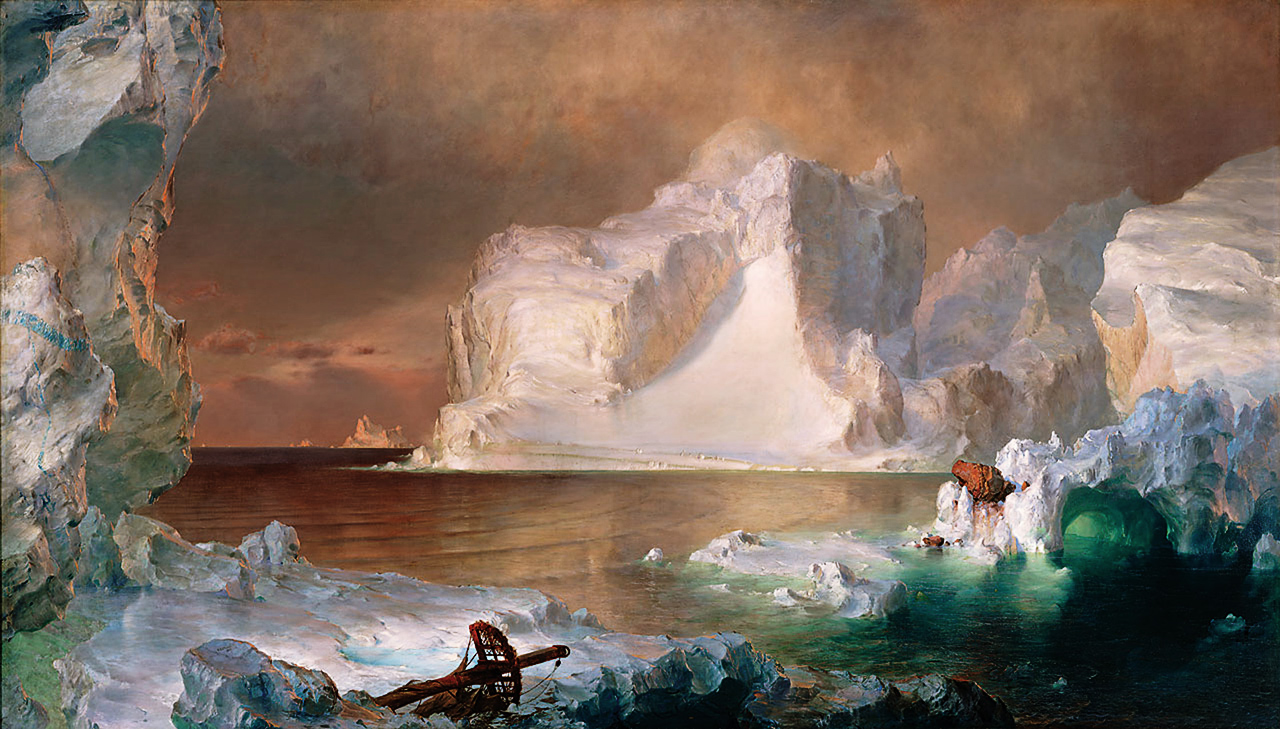
《冰山》，弗雷德里克·埃德溫·丘奇，1861年

- 美洲艺术藏品来自美国、 墨西哥和 加拿大 ，涵盖殖民时期 to 二战期间的画作、雕塑等。 亮点包括 蔡尔德

- 哈萨姆的《鸭子岛》（1906年），爱德华

- 霍普的《灯塔山》（1927年），安德鲁·怀斯诺的《那位先生》（1960年）， 乔治亚·欧姬芙 的《雪中的光秃树枝》（1946年），杰拉尔德·墨非 的《剃刀》(1924,1925年）等。在这些画作中最美的一幅当属 弗雷德里克·埃德·温丘奇的《冰山》（1861年）。这幅名作长期以来一直被视为遗失的画作，直到1979年诺玛和拉马尔

- 亨特赠予。达拉斯艺术博物馆中的得克萨斯州艺术收藏也是尤其丰富全面。这要感谢博物馆1943年至1964年的馆长、达拉斯九才子之一的杰瑞·拜沃特斯。除了拜沃特斯的画作，达拉斯艺术博物馆还收藏了罗伯特·金肯斯·德多克 、朱利安德多克、 亚历山大

- 霍格, 大卫·贝茨、 多萝西·奥斯汀、 迈克尔·欧文和欧林·赫曼·特拉维斯的作品。

- 自1945年以来的各重要艺术潮流均在博物馆当代艺术[17]的广泛收藏中有所体现。从抽象表现主义到视幻艺术，从极简派艺术、 概念主义到装置艺术、装配艺术及 视频艺术。馆中收藏作品的著名当代艺术家包括杰克逊·波洛克、 马克·罗思科、弗兰兹·克兰、 贾思坡·约翰斯、 罗伯特·劳森伯格、 布鲁斯·瑙曼、和 罗伯特

- 史密森 。馆中收藏作品的摄影艺术家包括辛迪

- 舍曼、 尼克·尼克西亚(Nic Nicosia)、 托马斯·施特鲁特 和 林恩·戴维斯。 1980年代博物馆现址初开之际，几位艺术家被邀请为达拉斯艺术博物馆量身定做艺术品，他们包括：埃尔斯沃斯·凯利、索尔

- 勒维特、理查德·弗雷施纳(Richard Fleischner), and克拉斯·奥尔登堡以及 古斯·范·布鲁根(Coosje van Bruggen)。近年来，博物馆饶有兴致地收藏了许多德国当代艺术家的作品，包括格哈德·里希特、 西格玛·波尔克和安塞姆·基弗 。

## 中国故宫瑰宝―乾隆盛世展
在2004年11月21日至2005年5月29日，达拉斯艺术博物馆展出 了《中国故宫瑰宝―乾隆盛世展》，在所有在美国展出的来自中国的展览中，这次展览被视为最重要的中国历史艺术展之一。
作为美国国内仅有的两处展区之一，达拉斯艺术博物馆将来自18世纪中国封建王朝的400余件国宝及文物带到了美国西南部。《中国故宫瑰宝》对乾隆皇帝的统治进行了充满戏剧色彩的展示。许多展出文物是首次登陆美国，大部分物件甚至从未离开过北京故宫博物馆。
乾隆皇帝是中国最后一个王朝清朝的皇帝，在位时间达六十年（公元1736-1795年）。他的统治时间之长，在中国历史上仅次于其祖父康熙。在艺术史家看来，乾隆皇帝是他以来历代皇帝中最热衷收集艺术藏品的一位皇帝。他收集的藏品包括画作、瓷器、铜器、玉器、书法用具、奇书等众多品种。乾隆的功绩主要包括平定中国西部边疆叛乱、扶植艺术创作发展、编纂四库全书等。
在达拉斯艺术博物馆，“中国故宫瑰宝——乾隆盛世展”在一千多平米的空间内，重现了乾隆时故宫的胜景。参观者可一览乾隆帝上朝坐的镶金龙椅、批阅奏折的桌案、用膳餐桌、以及一位皇妃的寝宫。此前从未在境外展出过的文物包括乾隆的葬礼宝座, 牌位，单块独雕玉石器, 乾隆为其母修筑的五英尺高的金佛塔、天主教传教士艺术家郎世宁的八幅画作，其中包括衣服乾隆帝和孝贤皇后的画像。
此次展览还呈现了乾隆皇帝的私人世界，尽显其个人高雅品位的文物藏品，包括他监制的精美玉雕和他撰写的咏颂美文、他收藏的上万个鼻烟壶、他鼓励采用新技法制成的漆器和陶器，他本人的书法作品以及44000余首诗作。
“中国故宫瑰宝——乾隆盛世展” 的美国巡展由芝加哥菲尔德自然历史博物馆和北京故宫博物馆合作举办。展览由联邦艺术人文委员会赞助支持。

## 社区活动

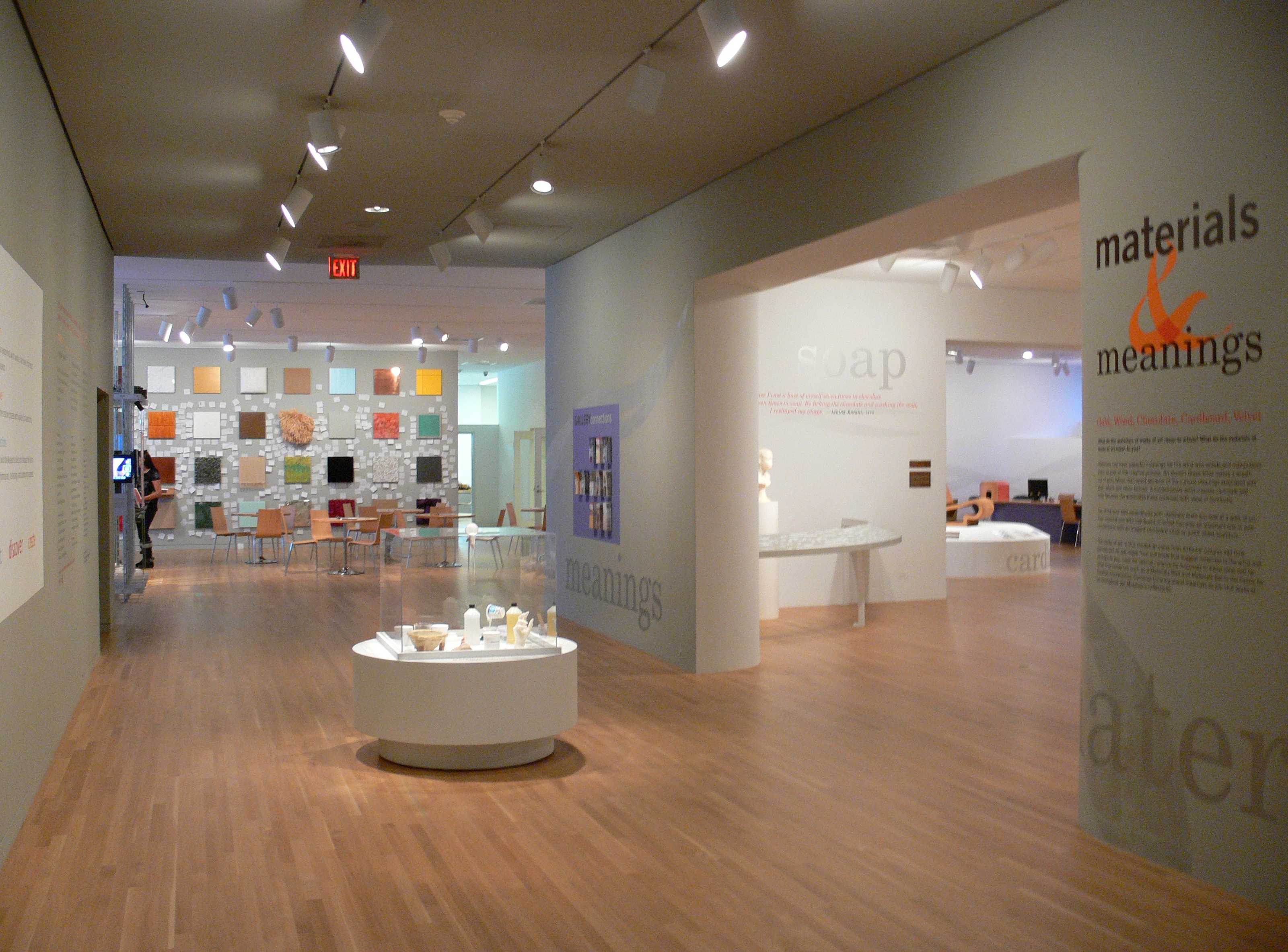
The Center for Creative Connections

2008年，达拉斯艺术博物馆启动了创意交流中心(简称C3)，空间占地12000平方英尺（1100平方米），用于为公众提供互动式学习体验。中心展出馆藏珍品，并展示艺术家及社区合作伙伴的相关评论及反响。创意交流中心占用空间包括艺术工作室、科技实验室、剧场和阿图罗之巢。
多年来，达拉斯艺术博物馆举办了无数面向社区的活动，包括：
- 午夜场：每月一次，博物馆开放至午夜，并举办演出、音乐会、读书活动、电影预告放映、游览及家庭活动等项目。

- 艺术与文字现场：邀请知名作家、演员、画家、音乐家等举办系列讲座。

- 星期四夜场：每周四晚上在餐厅举办爵士音乐会及晚餐，并邀请艺术家在3C创意交流中心与公众交流互动。

- 博物馆每天上午 11:00 至下午 5:00 开放。除了星期一。[19]

## 文献目录
- Dallas Museum of Art 100 Years, Dorothy Kosinski with Lauren Schell (2003)
- Dallas Museum of Art, A Guide to the Collection, Managing Editor: Debra Wittrup (1997)
- https://web.archive.org/web/20120301142158/http://www.dm-art.org/AboutUs/MuseumHistory/index.htm